# 14812 Rosario
För andra betydelser, se Rosario (olika betydelser).
14812 Rosario eller 1981 JR1 är en asteroid i huvudbältet som upptäcktes den 9 maj 1981 av Félix Aguilar-observatoriet. Den är uppkallad efter den argentinska staden Rosario.
Asteroiden har en diameter på ungefär 5 kilometer och den tillhör asteroidgruppen Phocaea.